# Chambre régionale des comptes
Pour les articles homonymes, voir CRC.

Logo des Chambres régionales et territoriales des comptes (CRTC)

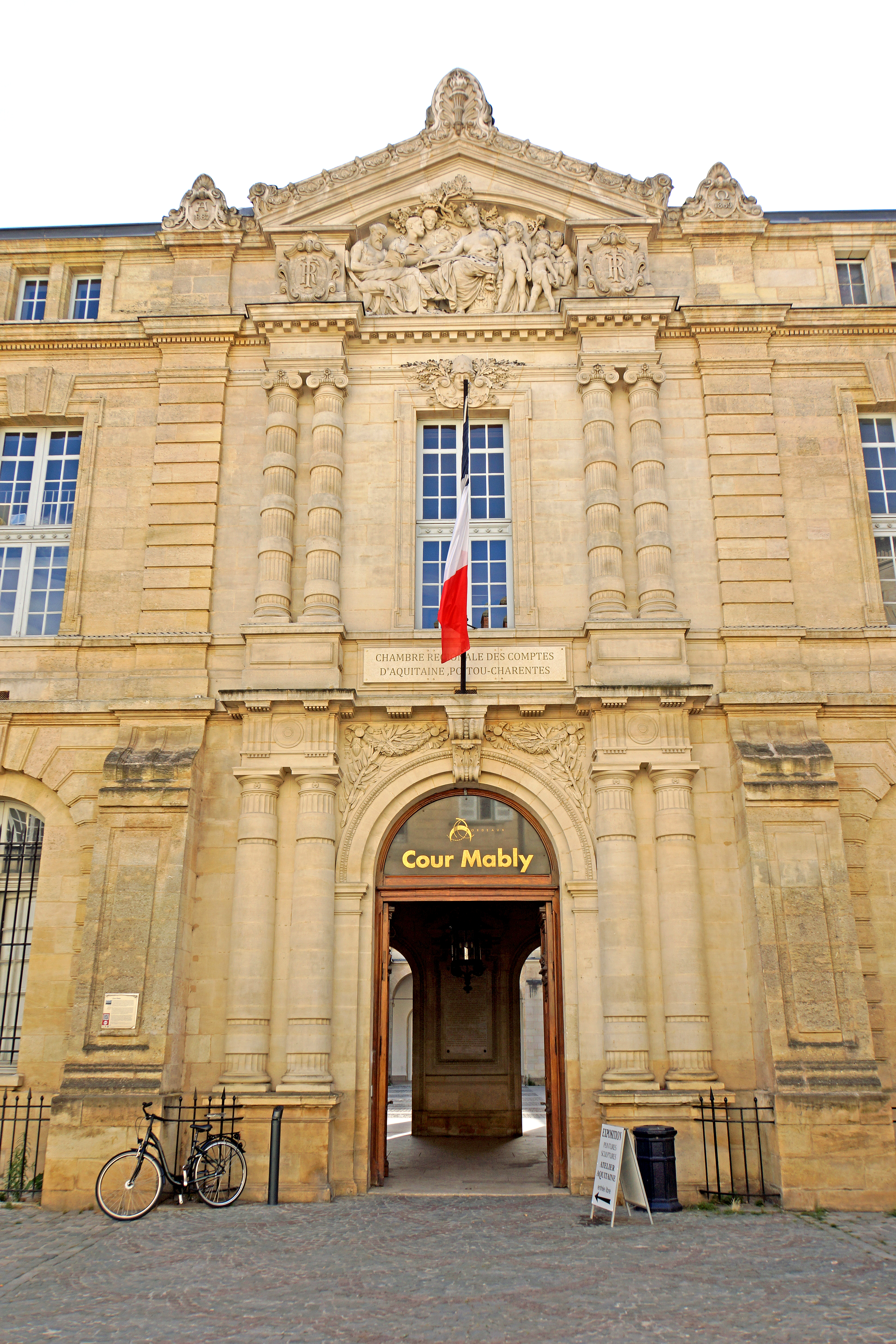
Chambre régionale des comptes de Bordeaux.

Les chambres régionales et territoriales des comptes (CRTC) sont des juridictions financières françaises chargées de vérifier les comptes des collectivités locales et de juger des éventuels conflits relatifs à ces comptes. Elles forment avec la Cour des comptes, sinon un ordre juridictionnel stricto sensu, du moins un ensemble de juridictions, dont l'unité a été soulignée par la rédaction du code des juridictions financières.
Créées en 1982 lors de la décentralisation, il existe aujourd'hui vingt-trois chambres régionales et territoriales des comptes : treize en métropole (une par région) et dix en outre-mer réparties sur quatre sites. En 2023, les CRTC comptaient environ 1005 agents dont 1/3 de magistrats, 1/3 de vérificateurs et 1/3 de personnels administratifs.

## Historique
Les chambres régionales des comptes sont nées dès le début de la décentralisation, en 1982. Le contrôle a posteriori dans le domaine financier, qui a été substitué au contrôle a priori relevant de la tutelle, devait être exercé par des institutions de l'État, indépendantes et proches des contrôlés. Les chambres régionales des comptes ont été créées par la loi no 82-213 du 2 mars 1982 relative aux droits et libertés des communes, des départements et des régions (articles 84 à 89). 
En 1990, il est institué le principe de la communication des observations définitives par l’exécutif d’une collectivité territoriale à son assemblée délibérante. Depuis 1992, le préfet et les autorités territoriales peuvent demander aux chambres de procéder à des vérifications.
De même, les compétences et les moyens juridiques des chambres ont été renforcés pour leur permettre de contrôler plus efficacement les marchés et les délégations de service public. 
En 2001, les seuils du renvoi à l’apurement administratif sont aménagés ; le régime de délégation des contrôles par la Cour des comptes est précisé ; l’examen de la gestion est mieux défini (interdiction formelle de faire des remarques d’opportunité) ; les règles de contradiction et de publication des observations sont renforcées.
Le 5 novembre 2007, le président de la République Nicolas Sarkozy souhaite une réforme instituant un « grand organisme public d’audit et d'évaluation » qui unirait la Cour des comptes, la Cour de discipline budgétaire et financière et les chambres régionales des comptes. Le projet de loi est approuvé en Conseil des ministres en 2009 mais n’est pas discuté au Parlement.
En 2012, le nombre de chambres régionales des comptes en France métropolitaine passe de vingt-deux à quinze, et en 2016 à treize,,,,.

## Organisation
Chaque chambre régionale des comptes est présidée par un conseiller maître ou un conseiller référendaire à la Cour des comptes. Les chambres régionales des comptes qui comptent au moins quatre sections disposent d’un vice-président, qui est un conseiller référendaire à la Cour des comptes. 
Les autres magistrats (conseiller, premier conseiller, président de section) constituent le corps des membres des chambres régionales des comptes. Ils sont recrutés parmi les élèves de l’Institut national du service public, depuis 2012 par le concours d'accès direct aux CRTC, et par promotion interne parmi les vérificateurs. De plus, des magistrats de l’ordre judiciaire ou administratif ou des hauts fonctionnaires des trois versants de la fonction publique peuvent être détachés dans ce corps. 
Chaque chambre régionale des comptes comporte un ou plusieurs représentants du ministère public dits « procureurs financiers », choisis parmi les magistrats membres du corps des chambres régionales des comptes, qui exercent les fonctions du ministère public et sont les correspondants du procureur général près la Cour des comptes. La délégation se fait par décret pris sur proposition conjointe du premier président de la Cour des comptes et du procureur général près la Cour des comptes. Jusqu'en 2008, les procureurs financiers étaient dénommés « commissaires du Gouvernement » ,. 
Le Conseil supérieur des chambres régionales des comptes donne un avis sur toute mutation d’un magistrat, sur les propositions de nomination à l’emploi de président de chambre régionale des comptes et de vice-président de chambre régionale des comptes (c’est en quelque sorte l’équivalent du Conseil supérieur de la magistrature et du Conseil supérieur des tribunaux administratifs et cours administratives d'appel). Les nominations dans le corps des magistrats des chambres régionales des comptes sont prononcées par décret du Président de la République.

Logo du Syndicat des juridictions financières (SJF)

Le président de la chambre régionale des comptes est assisté par un secrétaire général qui assure, sous son autorité, le fonctionnement du greffe et des services administratifs de la chambre.
Les magistrats portent en séance une robe noire complétée d'un mortier (coiffe de velours noir) et d'un jabot (rabat). Ils sont inamovibles et sont soumis à un régime d'incompatibilités destiné à garantir leur indépendance et leur impartialité. 
Un seul syndicat représente les magistrats financiers : le syndicat des juridictions financières (SJF). Créé en 1983 sous forme associative, puis, depuis 1997, sous la forme d’une organisation syndicale, le « Syndicat des juridictions financières »  défend les droits et intérêts moraux, professionnels et matériels, tant collectifs qu’individuels, des magistrats financiers.

## Missions
La mission transversale des chambres est une mission de régulation de la décentralisation. Elles contribuent à assurer l'équilibre nouveau des pouvoirs et des compétences voulu par le législateur. Elles veillent à la régularité, à la qualité et à la probité des gestions publiques locales. Elles contribuent, par leurs observations de gestion et par leurs avis budgétaires, à l'équilibre des finances locales.
Outre le pouvoir d'engager la responsabilité personnelle et pécuniaire des comptables publics (débets), elles disposent d'un important pouvoir : celui d'informer. Leur mode d'intervention est éminemment démocratique. C'est en assurant la transparence des gestions publiques, en informant par des avis et des rapports d'observations (qui sont publics), à la fois les élus, les citoyens et les pouvoirs publics (en plaçant ceux-ci devant leurs responsabilités), qu'elles obtiennent la correction des irrégularités et le redressement des erreurs de gestion.

### Contrôle juridictionnel
Jusqu'au 31 décembre 2022 pour les chambres régionales des comptes, elles jugent en première instance les comptes des collectivités et établissements publics de leur ressort. Il s'agit des comptes des collectivités locales mais également des établissements publics locaux, qui peuvent être très divers (syndicats intercommunaux, communautés de communes, communautés d'agglomération, communautés urbaines, hôpitaux, offices HLM, collèges, lycées…).
Les chambres s'assurent de la régularité des comptes et du bon accomplissement par les comptables des tâches qui leur incombent. Ceux-ci peuvent voir leur responsabilité personnelle et pécuniaire mise en jeu par le juge des comptes. Leurs contrôles permettent également d'obtenir du comptable, par voie d'injonctions, que soient recouvrées des recettes ou reversées des sommes payées à tort. Les sommes en cause sont parfois très importantes.
Le contrôle juridictionnel des comptes ne se limite pas aux comptes régulièrement produits par les comptables publics. Les chambres, dès lors qu'elles constatent que des personnes se sont immiscées irrégulièrement dans le maniement de deniers publics, peuvent les déclarer comptables de fait et les contraindre à produire un compte qui sera alors jugé. La procédure de gestion de fait, jugée trop longue par la Cour européenne des droits de l'homme, a été largement modifiée ; elle reste cependant complexe, les Chambres la mettent en œuvre de plus en plus rarement.
Depuis le 1er janvier 2023, le nouveau régime de responsabilité des gestionnaires publics a profondément transformé ce contrôle. En effet, l’abrogation du régime de responsabilité personnel et pécuniaire du comptable public par l'ordonnance du 23 mars 2022, a conduit à la création d'un régime de responsabilité identique entre le comptable et l'ordonnateur. La Cour de discipline budgétaire et financière (CDBF), qui jugeait auparavant l'ordonnateur, a été supprimé le 31 décembre 2022. 
Désormais, le jugement du comptable et de l'ordonnateur se fait par la chambre du contentieux. Cette chambre est située à la Cour des comptes et est constitué à parité de magistrats de la Cour et de magistrats des CRTC. 

### Examen de la gestion
Les chambres examinent la gestion des collectivités publiques de leur ressort (collectivités territoriales et établissements publics). Elles peuvent également vérifier la gestion de leurs satellites de droit privé, c'est-à-dire notamment les sociétés d'économie mixte et les associations bénéficiant d'un concours financier supérieur au seuil de 1 500 euros.
Cet examen porte sur la régularité mais également sur la qualité de la gestion. Les chambres n'ont pas à apprécier l'opportunité des choix politiques des élus mais la sincérité des comptes, « l'équilibre financier des opérations et des gestions, l'économie des moyens mis en œuvre et leur efficience, c'est-à-dire la comparaison des moyens avec les résultats obtenus ». 
Les observations résultant de cet examen font l'objet de rapports d'observations provisoires puis définitives (plus de 800 en moyenne annuelle) qui sont portées à la connaissance des assemblées délibérantes et rendues publiques.
Cet aspect de l'activité des chambres connaît depuis plusieurs années un important développement. Les nombreux signalements viennent ainsi alimenter la programmation des chambres. 
Les rapports d'observations alimentent régulièrement le débat public local. La presse leur donne un large écho. Ainsi chaque semaine, des dizaines d'articles de la presse nationale et de la presse régionale sont consacrés aux suites des vérifications des chambres régionales des comptes. Un exemple récent, 6 février 2024, est le rapport public thématique consacré aux stations de montagne face au changement climatique.
Jusqu'au 31 décembre 2022, la Cour de discipline budgétaire et financière pouvait être saisie par les chambres de certaines irrégularités commises en matière de finances publiques par les ordonnateurs, susceptibles d'être qualifiées d'infractions financières. Depuis le 1er janvier 2023, c'est la chambre du contentieux, située à la Cour des comptes et constituée à parité de magistrats de la Cour et de magistrats des CRTC, qui joue ce rôle. 
L'examen des comptes et de la gestion peut également conduire les chambres à relever des faits susceptibles d'une qualification pénale. Elles en informent alors le procureur de la République par l'intermédiaire du procureur financier près la chambre régionale des comptes.

### Contrôle budgétaire
Les chambres régionales des comptes participent aux procédures de contrôle budgétaire en proposant au préfet les solutions à mettre en œuvre dans les cas suivants : budget non voté dans les délais légaux, budget voté en déséquilibre, compte fortement déficitaire, insuffisance des crédits nécessaires au règlement d'une dépense obligatoire, ou encore rejet du compte administratif (code général des collectivités territoriales, articles L. 1612-2 et suivants).
Dans ces cas, le préfet ne peut régler le budget de la collectivité ou de l'établissement qu'après avoir pris l'avis de la chambre régionale.
Contrairement au contrôle juridictionnel et à l'examen de la gestion, qui sont des contrôles a posteriori, le contrôle budgétaire est un contrôle contemporain, destiné à aider les collectivités concernées à surmonter des « accidents » budgétaires. Les chambres, dans ce cadre, ne sont plus des censeurs mais des conseils dont l'expertise financière et l'indépendance sont incontestées.
Existent également deux autres cas de saisines des CRC par les préfets de département. L'article R. 234-1 du code des juridictions financières prévoit la possibilité pour le représentant de l'État dans le département de consulter la chambre pour recueillir son avis sur une convention relative à une délégation de service public. L'article R. 234-2 du même code dispose qu'il en est de même pour les conventions relatives à des marchés.  
Les dispositions légales et réglementaires concernant la Cour des comptes et les chambres régionales des comptes sont regroupées dans le code des juridictions financières.

### Évaluation de politique publique
Depuis le 1er janvier 2023, les chambres régionales et territoriales des comptes peuvent conduire des évaluations de politiques publiques. L'évaluation de politiques publiques peut être à la demande d’un président de conseil régional, de conseil départemental ou de conseil de métropole, de leur propre initiative ou à la demande de leur organe délibérant.

## Recours
Le jugement des comptes, qui peut être contesté en appel devant la Cour des comptes (quatrième chambre) et en cassation devant le Conseil d'État, a fait l'objet de mutations procédurales importantes depuis un arrêt de la Cour européenne des droits de l'homme du 12 avril 2006, dont il résulte que la partie civile de l'article 6 de la Convention européenne des droits de l'homme doit s'appliquer au jugement des comptes des comptables par les CRC (renforcement des droits de la défense).

## Implantations des chambres régionales des comptes
Les sièges et les ressorts des chambres régionales des comptes sont fixés comme suit :
- Arras : Hauts-de-France
- Bastia : Corse
- Bordeaux : Nouvelle-Aquitaine
- Cayenne : Guyane
- Dijon : Bourgogne-Franche-Comté
- Fort-de-France : Le siège des chambres régionales et territoriales des comptes des Antilles et de la Guyane est situé en Guadeloupe, aux Abymes.
- Lyon : Auvergne-Rhône-Alpes
- Mamoudzou : Mayotte
- Marseille : Provence-Alpes-Côte d'Azur
- Metz : Grand Est
- Montpellier : Occitanie
- Nantes : Pays de la Loire
- Noisiel : Île-de-France
- Orléans : Centre-Val de Loire
- Pointe-à-Pitre : Guadeloupe
- Rennes : Bretagne
- Rouen : Normandie
- Saint-Denis : La Réunion